# Pié Masumbuko
Pié Masumbuko, född 29 september 1931 är en burundisk politiker. Han var tillförordnad regeringschef i landet mellan den 15 januari och den 25 januari 1965, sedan premiärministern Pierre Ngendandumwe mördats efter åtta dagar på posten.
Masumbuko tillhör tutsifolket.